# Vladímir Kápel
Vladímir Óskarovich Kápel o Káppel (en ruso: Влади́мир О́скарович Ка́ппель; 28 de abril de 1883 en Tsárskoye Seló, Gobernación de San Petersburgo - 26 de enero de 1920 en Tulún, cerca de Nizhneúdinsk, Gobernación de Irkutsk) fue un militar del Imperio ruso.

## Biografía
Durante la Primera Guerra Mundial, fue el capitán del 347.º Regimiento de Infantería y oficial en la primera armada del Ejército Imperial Ruso. Tras la revolución bolchevique, Kápel formó parte del Ejército Blanco desde junio de 1918 y, a partir de diciembre de 1919, fue comandante de las fuerzas del almirante Aleksandr Kolchak.
Kápel nació en el seno de una familia sueco-rusa. Se graduó en el 2.º Cuerpo de Cadetes de San Petersburgo y más tarde en la Escuela de Caballería Nikoláievskoie y en la Academia Nikoláievskaya del Estado Mayor. Aunque se mostró partidario de la monarquía, Kápel declaró que lucharía de todos modos contra los bolcheviques. Tanto los partidarios como los aliados del general, fueron conocidos como «kápelevtsy». Tras la ejecución de Kolchak en Irkutsk, sus hombres se vieron obligados a iniciar una marcha invernal hacia Chitá conocida como la «Gran Marcha Helada Siberiana». En 1920, Kápel falleció por neumonía.
Tras su fallecimiento, fue enterrado en Harbin, China, hasta la toma de poder de Mao Zedong, cuando sus restos fueron extraídos y repatriados hasta Irkutsk. El 13 de enero de 2007, los restos fueron llevados hasta el cementerio del Monasterio Donskói de Moscú.

## En la cultura popular
En la célebre película soviética Chapáyev (1934), las fuerzas del homónimo comandante del Ejército Rojo resisten el ataque psíquico del regimiento de Vladímir Kápel en una secuencia impactante aunque no justificada históricamente.